# Rillo de Gallo
Rillo de Gallo é um município da Espanha na província de Guadalajara, comunidade autónoma de Castilla-La Mancha, de área 24,88 km² com população de 76 habitantes (2004) e densidade populacional de 2,87 hab/km².

## Demografia
| Variação demográfica do município entre 1991 e 2004 | Variação demográfica do município entre 1991 e 2004 | Variação demográfica do município entre 1991 e 2004 | Variação demográfica do município entre 1991 e 2004 |
| --------------------------------------------------- | --------------------------------------------------- | --------------------------------------------------- | --------------------------------------------------- |
| 1991                                                | 1996                                                | 2001                                                | 2004                                                |
| 76                                                  | 72                                                  | 67                                                  | 74                                                  |